# Valterkulten
Der Valterkulten ist ein unvereister Zeugenberg im ostantarktischen Königin-Maud-Land. Im Ahlmannryggen ragt er 8 km westnordwestlich des Schumacherfjellet an der Ostflanke des Schytt-Gletschers auf.
Norwegische Kartographen, die den Berg auch benannten, kartierten ihn anhand von Luftaufnahmen und Vermessungen der Norwegisch-Britisch-Schwedischen Antarktisexpedition (NBSAE, 1949–1952). Namensgeber ist Stig Valter Schytt (1919–1985), stellvertretender Expeditionsleiter und Glaziologe der Forschungsreise. 